# Diadophis punctatus edwardsii
Diadophis punctatus edwardsii is een slang uit de familie toornslangachtigen (Colubridae) en de onderfamilie Dipsadinae. Het is een van de dertien ondersoorten van de ringnekslang (Diadophis punctatus). De ondersoort werd voor het eerst wetenschappelijk beschreven door Merrem in 1820.
Diadophis punctatus edwardsii komt voor in oostelijk Noord-Amerika, van de Verenigde Staten tot Canada. De habitat bestaat uit vochtige gebieden.
De slang bereikt een lichaamslengte van 25 tot 50 centimeter. De lichaamskleur is blauwgrijs tot grijs of bruin. De buikzijde is geel en ook de onderzijde van de staart is geel gekleurd. De buikzijde is voorzien van een vlekkenpatroon dat bestaat uit enkele vlekjes tot meerdere vlekken. De ring om de nek waaraan de soortnaam te danken is, is meestal duidelijk zichtbaar en ononderbroken.